# Corinna Ulcigrai
Corinna Ulcigrai (Trieste, 3 gennaio 1980) è una matematica italiana, che si occupa di sistemi dinamici, teoria ergodica e teoria del caos.

## Biografia
Ha studiato alla Scuola Normale Superiore di Pisa e all'Università di Pisa conseguendo la Laurea in Matematica e il Diploma di Licenza della Normale nel 2002. Ha poi frequentato la Princeton University, dove ha conseguito il dottorato nel 2007 con Yakov Grigoryevich Sinai ( On the ergodic properties of multi-valued Hamiltonian flows); è diventata subito dopo docente all'Università di Bristol con una RCUK (UK Research Council) Fellowship; nell'anno accademico 2007-2008 è stata post-doctoral fellow presso il MSRI e presso l'Institute for Advanced Study. All'Università di Bristol è stata promossa a Reader nel 2012 e a Full Professor nel 2015. Dal 2018 è Professore Ordinario di Matematica presso l'Istituto di Matematica dell'Universita' di Zurigo.
La sua ricerca si concentra sulla teoria ergodica, in particolare sullo studio delle proprietà caotiche dei sistemi dinamici parabolici. Ha studiato in particolare flussi su superfici che preservano l'area (in connessione con scambi di intervalli e dinamica di Teichmüller) e riparametrizzazioni di flussi orociclici e su nilvarieta'. Ha dimostrato che alcuni flussi localmente Hamiltoniani locali non sono mescolanti, risolvendo un problema originato da una congettura di Arnold. In collaborazione con il matematico polacco Krzysztof Frączek ha dimostrato che il modello di Ehrenfest (windtree model) non è ergodico
Nel 2012 ha ricevuto il premio EMS. Nel 2013 le è stato assegnato il premio Whitehead della London Mathematical Society e ha ottenuto uno Starting Grant dell'ERC (2014-2019) dedicato alla dinamica parabolica (ChaParDyn). Ha anche ricevuto una Clay Liftoff Fellowship (2007), il Premio Leverhulme del Leverhulme Trust (2014) e un Wolfson Research Merit Award (2017).